# Насутион, Дармин
Дармин Насутио́н (индон. Darmin Nasution; род. 21 декабря 1948, Пасар Мага, поселение Лембах Сорик Марапи, округ Мандайлингнатал, провинция Северная Суматра, Индонезия) — индонезийский экономист и государственный деятель. Директор Банка Индонезии (2010—2013), министр-координатор по вопросам экономики Индонезии (2015—2019).

## Биография
Родился 21 декабря 1948 года в деревне Пасар Мага, провинция Северная Суматра, в батакской семье. Принадлежит к известной батакской марге (клану) Насутион — из этой марги происходил, в частности, прославленный индонезийский военачальник и политик Абдул Харис Насутион.
В 1976 году окончил Университет Индонезия, получив степень бакалавра экономики. Продолжил образование в Парижском университете, где получил степени сначала магистра, а в 1986 году — доктора философии по экономики. После этого вернулся на родину, где работал преподавателем Школы экономики Университета Индонезия (с 1987), и заместителем председателя Института экономических и социальных исследований (индон. Lembaga Penyelidikan Ekonomi dan Masyarakat) при том же университете (с 1989 года)
В 2000—2005 годах Насутион был генеральным директором по финансовым институтам Министерства финансов Индонезии. В 2006 году его назначили председателем Агентства по надзору за рынком капитала и финансовыми учреждениями Индонезии, затем он стал генеральным директором Минфина по налогообложению.
17 июля 2009 года президент Сусило Бамбанг Юдойоно своим указом назначил Насутиона первым заместителем директора Банка Индонезии. 27 июля 2009 года Насутион принял присягу. 19 мая 2010 года он стал исполняющим обязанности директора банка — после того, как управляющий Будионо подал в отставку для того, чтобы баллотироваться на пост вице-президента Индонезии в паре с идущим на второй срок Юдойоно на грядущих президентских выборах. 1 сентября 2010 года переизбранный на второй срок Юдойоно официально назначил Насутиона директором Банка Индонезии после парламентских слушаний по рассмотрению вопроса о его назначении на должность управляющего.. Этот пост он занимал до мая 2013 года, его преемником стал Агус Мартовардоджо.
12 августа 2015 года президент Джоко Видодо назначил Насутиона министром-координатором по вопросам экономики в своём Рабочем кабинете. На этом посту Насутион работал до окончания срока полномочий кабинета в 2019 году. С 1 октября по 20 октября 2019 года также исполнял обязанности министра-координатора по делам человеческого развития и культуры — после того, как занимавшая ранее этот пост Пуан Махарани была избрана председателем Совета народных представителей.

## Семья
Супруга Дармина Насутиона — Сальсия Ульфия Сахаби Маноппо (индон. Salsia Ulfa Sahabi Manoppo). В их семье двое детей и пять внуков.